# تنمية المهارات اللغوية

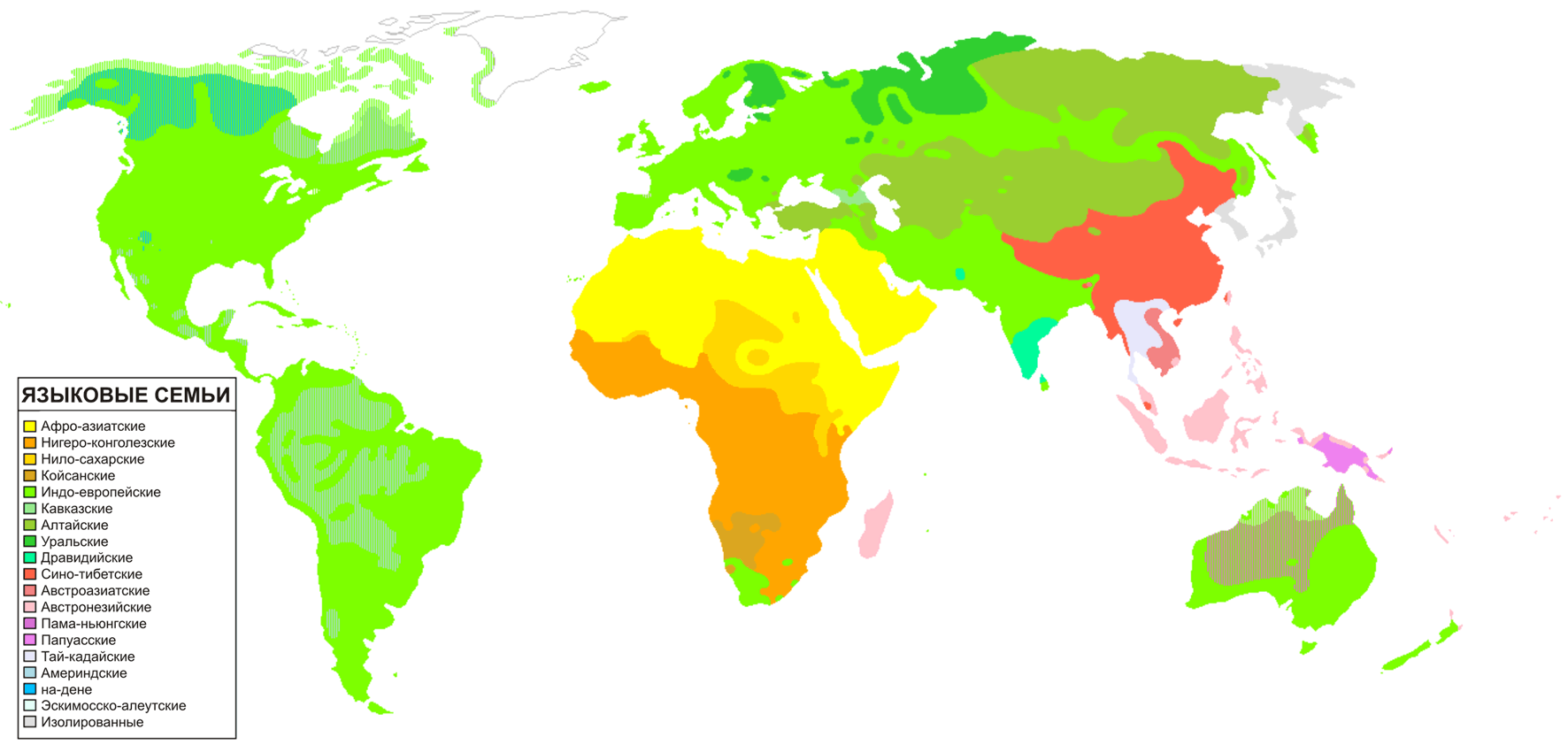

تنمية المهارات اللغوية عند البشر، هي عملية تبدأ في وقت مبكر من الحياة؛ إذ يبدأ الأطفال دون معرفة اللغة، ولكن بعد مرور 10 أشهر، يمتلكون القدرة على تمييز أصوات الكلام والتكلّم بلغة الطفل الرضيع. أظهرت بعض الأبحاث أن التعلم المبكر يبدأ في الرحم مع بدء الجنين بالتعرف على الأنماط الصوتية والكلامية المرتبطة بصوت الأم، وتمييزه عن الأصوات الأخرى بعد الولادة.
يطور الأطفال عادةً قدرات لغوية استقبالية قبل تطويرهم لمهاراتهم اللغوية الشفوية أو التعبيرية. تُعتبر القدرات اللغوية الاستقبالية بمثابة المعالجة الداخلية للغة في الدماغ وفهمها. مع التزايد المستمر للقدرات اللغوية الاستقبالية، تبدأ اللغة التعبيرية (المنطوقة) في التطور ببطء.
عادةً ما يبدأ تطوّر القدرات اللغوية الإنتاجية في مرحلة ما قبل التواصل اللفظي، التي يستخدم الرضع فيها الإيماءات والأصوات لإيصال نواياهم للآخرين. وفقًا لأحد مبادئ التنمية العام، تتولى النماذج الجديدة الوظائف القديمة، كي يتعلم الأطفال الكلمات من أجل التعبير عن نفس الوظائف التواصلية التي عبروا عنها بالفعل بالوسائل المُستخدمة في مرحلة ما قبل التواصل اللفظي.

## الأطر النظرية
يُعتقد أن عملية تنمية المهارات اللغوية تنطلق من خلال عمليات تعلم عادية يكتسب من خلالها الأطفال أشكال ومعاني واستخدامات الكلمات والكلام عن طريق المدخلات اللغوية. يبدأ الأطفال في كثير من الأحيان في إعادة إنتاج الكلمات التي تُلقى على مسامعهم بشكل متكرر. تُعتبر الطريقة التي نطور بها المهارات اللغوية طريقةً عالميةً؛ ومع ذلك، يتمثّل الجدال الرئيسي في كيفية اكتسابنا للمهارات النحوية. هناك نهجان رئيسيان لتطوير المهارات النحوية، نهج تجريبي يتعلم من خلاله الأطفال جميع القواعد النحوية من خلال المدخلات اللغوية؛ ونهج فطري، تتأصل من خلاله بعض مبادئ علم النحو، وتنتقل عن طريق الجينوم البشري.
تفترض النظرية الفطرية التي اقترحها نعوم تشومسكي، أن اللغة إنجاز إنساني فريد، ويمكن أن تُعزى إلى «ملايين السنين من التطور» أو إلى «مبادئ التنظيم العصبي التي قد تكون متجذرة بشكل أكبر في القانون الفيزيائي». يقول تشومسكي: إن جميع الأطفال يمتلكون ما يسمى بجهاز اكتساب اللغة الفطرية (أل إيه دي). من الناحية النظرية، فإن جهاز اكتساب اللغة الفطرية، هي منطقة من الدماغ تحتوي على مجموعة من القواعد النحوية العالمية لجميع اللغات. يمّد هذا الجهاز للأطفال بالقدرة على فهم المعرفة وبناء جمل جديدة بأقل قدر من المدخلات الخارجية وباستخدام القليل من الخبرة. تستند مزاعم تشومسكي إلى الرأي القائل بأن ما يسمعه الأطفال –عن طريق مدخلاتهم اللغوية- غير كافٍ لتفسير كيفية تعلمهم للغة. يزعم بأن المدخلات اللغوية المرتبطة بالبيئة محدودة ومليئة بالأخطاء؛ لذلك، يفترض المؤمنون بالنظرية الفطرية أنه يستحيل على الأطفال تعلم المعلومات اللغوية من خلال بيئتهم فقط. ومع ذلك، نظرًا لامتلاك الأطفال لجهاز اكتساب اللغة الفطرية، فهم في الواقع قادرون على تعلم اللغة على الرغم من المعلومات غير المكتملة من بيئتهم. تُعزى قدرة الأطفال على تعلم اللغة إلى نظرية القواعد اللغوية العالمية (يو جي) أيضًا، التي تفترض أن مجموعة معينة من القواعد البنيوية فطرية عند البشر، بغض النظر عن التجربة الحسية. سيطر هذه المنظور على النظرية اللغوية لأكثر من خمسين عامًا وما يزال مؤثرًا للغاية، إذ يشهد على ذلك عدد من المقالات في الدوريات والكتب.
تقترح النظرية التجريبية –بما يتعارض مع رأي تشومسكي- وجود معلومات كافية في المدخلات اللغوية التي يتلقاها الأطفال وبالتالي، ليست هناك حاجة لافتراض وجود جهاز فطري لاكتساب اللغة. بدلًا من تطوير جهاز اكتساب اللغة الفطرية خصيصًا من أجل اللغة، يعتقد التجريبيون أن عمليات الدماغ العامة كافية لاكتساب اللغة. من الضروري للطفل أن يشارك بفعالية في بيئته خلال هذه العملية؛ ويتبنى الوالد أو مقدم الرعاية طريقة معينة للتواصل بشكل مناسب مع الطفل كي يتعلم الطفل اللغة؛ يُعرف هذا بالكلام الموجه للأطفال (سي دي أس). يستخدم الكلام الموجه للأطفال لتزويدهم بالمعلومات اللغوية اللازمة للغتهم. تُعتبر التجريبية نهجًا عامًا ومتماشيًا أحيانًا مع النهج التفاعلي. يقترح اكتساب اللغة الإحصائي -الخاضع للنظرية التجريبية- اكتساب الأطفال للغة عن طريق إدراك الأنماط.
يتبنى باحثون آخرون منظورًا تفاعليًا مكونًا من نظريات التفاعل الاجتماعي حول تطور اللغة. يتعلم الأطفال اللغة ضمن السياق التفاعلي والتواصلي من خلال هذه الأساليب، ويتعلمون أشكال اللغة من أجل تقديم تحركات مجدية في التواصل. تركز هذه النظريات بشكل رئيسي على سلوكيات مقدمي الرعاية واهتمامهم بأطفالهم من أجل تعزيز العادات اللغوية الإنتاجية.
تقترح النظرية السلوكية -إحدى النظريات التجريبية الأكثر قدمًا- التي اقترحها ب.ف سكينر: يتم تعلم اللغة من خلال الاشتراط الاستثابي، أي عن طريق تقليد المثيرات وتعزيز الاستجابات الصحيحة. لم يلق هذا المنظور قبولًا واسع النطاق على مر الزمان، ولكن حسب رأي البعض، يشهد هذا المنظور تجددًا. تستخدم الدراسات الجديدة هذه النظرية الآن لعلاج الأفراد المصابين باضطرابات طيف التوحد. بالإضافة إلى ذلك، تنبثق نظرية الإطار العلائقي من النظرية السلوكية، والتي تعتبر مهمة في علاج التقبل والالتزام. يستعمل بعض مناصري النظرية التجريبية نماذج سلوكية في يومنا هذا.
تتضمن النظريات الأخرى المرتبطة بتطوير المهارات اللغوية نظرية بياجيه في التطور المعرفي، والتي تعتبر تطور المهارات اللغوية بمثابة استمرار للتطور المعرفي العام ونظريات فيغوتسكي الاجتماعية التي تعزو تطور المهارات اللغوية إلى تفاعلات الفرد الاجتماعية ونموه.